# 絵のない絵本
『絵のない絵本』（えのないえほん、原題 : Billedbog uden Billeder）は、デンマークの作家、ハンス・クリスチャン・アンデルセンの連作短編集。
屋根裏部屋で暮らす貧しい画家は、夜に訪れる月の語る話によって寂しさを慰められていた。その話を画家が書きとめたという設定で、33夜にわたる短い物語を収める。
1839年の初版では第20夜までだったが、再版で31夜まで追加され、1855年の第4版で33夜が揃った。1914年の版では挿絵が入った。

## 各話の内容
1. インドのガンジス川のほとりにて。
2. めんどりと少女。
3. 隣の路地の、ひとりの女。
4. ドイツの芝居小屋にて。
5. フランス7月革命、動乱のパリ。
6. スウェーデンのウプサラにて。
7. 巨人の墓のあるあたりにて。
8. 空模様の都合で月が現れず。
9. グリーンランドの葬儀。
10. ひとりの老嬢。
11. 結婚式後の新郎新婦。
12. ポンペイの歌姫。
13. 編集者たちの評する新進作家2名。
14. 赤ちゃん誕生を待つ幼いきょうだい。
15. ドイツのリューネブルクにて。
16. 道化役の恋。
17. 新しい服を着た4歳の女の子。
18. 月の語る「都市の幽霊」。
19. 才能の無かった俳優。
20. ローマにて。
21. サハラ砂漠北部のフェザーンにて。
22. 取り上げられた人形を木の枝の上に乗せられた少女。
23. チロルにて。
24. コペンハーゲン、バチカン、そしてデンマークのシェラン島にて。
25. フランクフルト・アム・マインのロスチャイルド家。
26. 大都会の煙突掃除。
27. 中国の若い僧と乙女。
28. 海を渡る白鳥。
29. スウェーデンのロクセン湖近くの僧院。
30. 大通りのそばの居酒屋にて。
31. 小さな市場町の子供たちと熊。
32. ある囚人の遺した旋律。
33. 5人きょうだい。

## 翻訳
- 『絵なき絵本』茅野蕭々訳、岩波書店〈岩波文庫 1052〉、1934年。
  - 『絵のない絵本』大畑末吉訳、岩波書店〈岩波文庫〉、1953年。
  - 『絵のない絵本』大畑末吉訳（改版）、岩波書店〈岩波文庫〉、1975年11月17日。ISBN 4-00-327413-X。[リンク切れ]
- 『繪のない繪本』廣谷千代造譯、春陽堂〈少年文庫 115〉、1935年2月。
- 『繪のない繪本』阪本越郎訳、東京出版、1946年6月10日。
- 『絵のない絵本』川崎芳隆訳、赤松俊子絵、季節社〈6・3文庫〉、1948年8月15日。(新仮名訳としては最古)
  - 『繪のない繪本』川崎芳隆訳、角川書店〈角川文庫〉、1950年。(昭和40年代の改版時に「絵のない絵本に改題)
- 『描けない絵本』平林広人訳、香柏書房、1948年12月1日。
- 『絵のない絵本』永田義直訳、安場辰男絵、嫩草書房、1949年。
- 『絵のない絵本』矢崎源九郎訳、新潮社〈新潮文庫 第400〉、1952年8月19日。ISBN 978-4-10-205501-4。
- 『アンデルセン童話集・絵のない絵本』平林広人訳、初山滋絵、創元社〈世界少年少女文学全集21(北欧編 1)〉、1953年。
- 「デンマーク 絵のない絵本（抄）」、阿部知二ほか編 編『少年少女のための世界文学宝玉集』 上、宝文館、1956年11月。
- 『絵のない絵本』永野藤夫訳註、大学書林〈大学書林語学文庫〉、1957年。
- 『絵のない絵本』丸山武夫訳註、第三書房〈ドイツ名作訳註叢書 3〉、1960年7月。
  - 『絵のない絵本』丸山武夫訳注、第三書房〈ドイツ名作対訳双書 3〉、1981年8月。ISBN 4-8086-0305-5。
- 「絵のない絵本」平林広人訳、上崎美恵子文、『少年少女世界の名作文学』 38(北欧編 1)、川端康成等監修、小学館、1964年。
- 『絵のない絵本』山室静訳、岩崎ちひろ絵、童心社、1966年。
- 『絵のない絵本』川崎芳隆訳（改版）、角川書店〈角川文庫〉、1968年。
  - 『絵のない絵本』川崎芳隆訳（改版）、角川書店〈角川文庫〉、1994年6月。ISBN 4-04-216504-4。
  - 『絵のない絵本』川崎芳隆訳（改版）、角川書店〈角川文庫 16287〉、2010年6月。ISBN 978-4-04-216505-7。
- 「絵のない絵本」上崎美恵子文、『少年少女世界の名作』 40 北欧編 2、斉藤博之等絵、小学館、1973年。
- 『絵のない絵本』毛利三弥訳、講談社〈講談社文庫〉、1973年。
- 「絵のない絵本」鈴木徹郎訳、『キリスト教文学の世界』 13巻、主婦の友社、1977年6月。
- 『絵のない絵本』たむろ未知構成・画、若木書房〈ティーン・コミックス・デラックス 純愛シリーズ〉、1978年4月。
- 「絵のない絵本」山野辺五十鈴訳、五木寛之ほか編集 編『世界文学全集』 31巻、学習研究社、1978年11月。
- 『絵のない絵本　アンデルセン傑作集』鈴木徹郎訳、牧野鈴子絵、集英社〈少年少女世界の名作 21〉、1982年11月。
- 『絵のない絵本』山室静訳、いわさきちひろ画、童心社〈フォア文庫〉、1984年5月。ISBN 4-494-02648-4。
- 「絵のない絵本 / 幸せもののピーア」、デンマーク王立国語国文学会編 編『アンデルセン小説・紀行文学全集』 5巻、鈴木徹郎訳、東京書籍、1987年5月。ISBN 4-487-75125-X。
- 『絵のない絵本』鈴木徹郎訳、牧野鈴子絵、集英社〈少年少女世界名作の森 16〉、1990年7月。ISBN 4-08-285016-3。
- 『絵のない絵本』山野辺五十鈴訳、集英社〈集英社文庫〉、1991年11月。ISBN 4-08-752018-8。
- 『絵のない絵本』大塚勇三訳、イブ・スパング・オルセン画、福音館書店〈アンデルセンの童話 4〉、1992年4月。ISBN 4-8340-1089-9。
  - 『絵のない絵本』大塚勇三編・訳、イブ・スパング・オルセン画、福音館書店〈福音館文庫 アンデルセンの童話 4〉、2003年11月。ISBN 4-8340-0668-9。
- 『絵のない絵本』矢崎源九郎訳、大活字〈大活字文庫 8〉、1997年4月。ISBN 4-925053-11-6。
  - 『絵のない絵本』矢崎源九郎訳（オンデマンド版）、大活字〈大活字文庫 8〉、2001年4月。ISBN 4-925053-76-0。
- 『絵のない絵本』山本良一きり絵、船津多門訳、御茶の水書房、1997年10月。ISBN 4-275-01687-4。
- 「絵のない絵本」、川戸道昭・榊原貴教編 編『明治期アンデルセン童話翻訳集成』 第5巻、ナダ出版センター、1999年11月。ISBN 4-931522-06-8。
- 『絵のない絵本』佐々木マキ絵、角野栄子文、小学館〈アンデルセンの絵本〉、2004年12月。ISBN 4-09-764113-1。
- 「絵のない絵本」、『アンデルセン童話集』荒俣宏訳、新書館、2005年8月。ISBN 4-403-27003-4。
- 『絵のない絵本』佐々木マキ絵（私家版）、メディアリンクス・ジャパン、2005年。

## 日本での公演
2020年2月29日から3月1日にかけて、松下IMPホールにてミュージカル「絵のない絵本」として上演。全4公演。
脚本家・小説家の木下半太がミュージカル脚本化し、屋根裏部屋で生活をしている貧しい作家・アンデルセンのもとに月が話しかけ、月が見たという話をアンデルセンが書き留めていくという設定のもと、「親指姫」「はだかの王様」「マッチ売りの少女」「みにくいアヒルの子」など8つの物語を現代風にアレンジした全8話構成で上演。
主演のアンデルセン役を白石拓也、月の声を梅田彩佳が務めた。

## 関連作品
本作品の第28夜をもとにヴィーチェスラフ・ノヴァークが1905年に交響詩《永久なる憧れ》を作曲している。日本では本作をもとにして樽屋雅徳が同名の吹奏楽曲を作っている。アンサンブル曲ではファゴット四重奏の『絵のない絵本 第10夜』、クラリネット八重奏の『第12夜』、フルート八重奏の『第23夜』、金管六、八重奏の『第29夜』がある。